# Пысье
Пысье — деревня в Вилегодском муниципальном округе Архангельской области.

## География
Находится в юго-восточной части Архангельской области, при автодороге 11К-142, на расстоянии приблизительно 40 км на восток-северо-восток по прямой от административного центра района села Ильинско-Подомское на левом берегу реки Великая Охта.

## История
Название деревни связано с финно-угорскими языками. Пысья (Пышья) — убежище, укрытие. До 2020 года входила в состав Селянского сельского поселения до его упразднения.

## Население
Численность населения: 11 человек (русские 100 %) в 2002 году, 1 в 2010.